# Flavio Baroncelli
Flavio Baroncelli, född 15 januari 1944 i Genua, död 20 februari 2007, var en italiensk filosof.
Han var djupt influerad av David Hume och den engelska skepticismen och sysslade mest med etiska och politiska problem, såsom rasism, tolerans, liberalism och det politiskt korrekta. Baroncelli verkade bl.a. vid universiteten i Trieste, Genua och Madison i Wisconsin.

## Verk
- Un inquietante filosofo perbene - Saggio su David Hume, La Nuova Italia, 1975
- Sulla povertà, idee leggi e progetti nell'Europa moderna, 1983 (med Giovanni Assereto)
- Il razzismo è una gaffe - Eccessi e virtù del "politically correct", 1996
- Viaggio al termine degli Stati Uniti - Perché gli americani votano Bush e se ne vantano, 2006
- Mi manda Platone, Il Nuovo Melangolo, 2009